# .py
.py is het achtervoegsel van domeinen van websites uit Paraguay.
.py wordt ook als bestandsextensie voor Python scripts toegepast.